# Offensive tackle

La posizione degli offensive tackle

L'offensive tackle è uno dei ruoli che costituiscono l'offensive line di una squadra di football americano.
Il suo compito principale è di difendere il quarterback durante le azioni di lancio, specie sul suo lato cieco ed effettuare i blocchi necessari per consentire le azioni di corsa del running back.
Il left tackle si trova a sinistra della guardia sinistra mentre il right tackle si trova a destra della guardia destra.
Chi ha questo ruolo deve avere un fisico possente perché si trova a fronteggiare i difensori più pesanti della squadra avversaria, ma nel contempo essere veloce e reattivo.